# Iteração
Iteração é o processo chamado na programação de repetição de uma ou mais ações. É importante salientar que cada iteração se refere a apenas uma instância da ação, ou seja, cada repetição possui uma ou mais iterações.
Na matemática o termo define uma técnica utilizada em análise numérica para se chegar a resultados de problemas complexos de serem resolvidas pelo método algébrico.

## Exemplo de iteração emlinguagem C
```
#include
 
<stdio.h>

void
 
countdown
(
int
 
n
);

int
 
main
()

{

    
countdown
(
10
);

    
return
 
0
;

}

void
 
countdown
(
int
 
n
)

{

    
while
(
n
)

    
{

        
printf
(
"%d
\n
"
,
 
n
--
);

    
}

    

}

```